# Kleiner Rußweiher

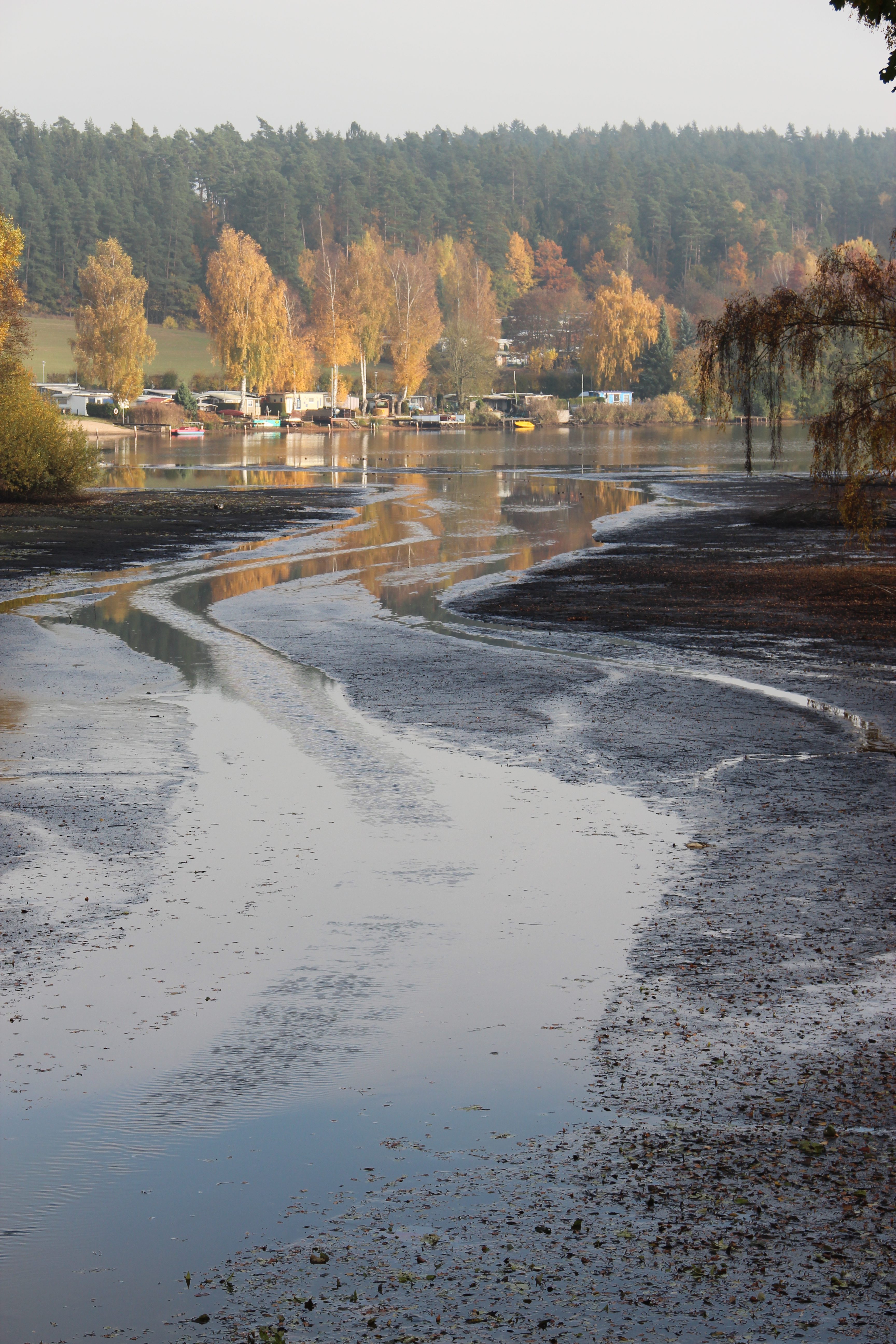
Blick über den Zufluss auf den Kleinen Rußweiher

Der Kleine Rußweiher ist der letzte einer Kette von Weihern der sogenannten Eschenbacher Weiherplatte.
Der Weiher liegt am westlichen Bebauungsrand der Stadt Eschenbach in der Oberpfalz in Bayern. Das von Nordwesten nach Südosten verlaufende, künstlich angestaute Gewässer ist ca. 1800 Meter lang und zwischen 100 und 200 Meter breit. Gespeist wird es vom Ablauf des Großen Rußweihers, sein Wasser fließt an einem Wehr in den an seinem südöstlichen Ufer beginnenden Eschenbach ab.
Der Weiher wird für die Fischzucht genutzt, zudem beherbergt er das örtliche Freibad und an seinen Ufern Campingplätze. Alle vier Jahre wird er abgelassen und abgefischt. Dabei wird ein Teil der gefangenen Fische lebend in Winterquartiere verbracht. Gefangen werden u. a. Rotaugen, Zwergwelse, Karpfen, Hechte und Waller.